# Phật giáo Trung Hoa
Phật giáo Trung Hoa (tiếng Anh: Chinese Buddhism), còn gọi là Phật giáo Trung Quốc, hay chính xác hơn là Phật giáo Hán truyền (tiếng Trung giản thể :汉传佛教; tiếng Trung phồn thể :漢傳佛教; bính âm: Hànchuán Fójiào), chỉ truyền thống Phật giáo Đại thừa tiếp nhận và phát triển chủ yếu ở Trung Hoa, có ảnh hưởng lớn đến văn hóa Trung Hoa trong nhiều lĩnh vực bao gồm nghệ thuật, chính trị, văn học, triết học, y học và văn hóa vật chất, đồng thời Phật giáo Trung Hoa cũng phát triển nhiều truyền thống độc đáo khác nhau về tư tưởng và thực hành Phật giáo, bao gồm Thiên Thai tông, Hoa Nghiêm tông, Thiền tông và Tịnh độ tông. Phật giáo Hán truyền, thông qua các kinh văn Phật giáo Hán ngữ, theo ảnh hưởng của văn hóa Trung Hoa lan rộng ở khu vực Đông Bắc Á và một phần ở Đông Nam Á, là truyền thống tôn giáo chính ở Trung Quốc, Đài Loan, Việt Nam, cũng như trong các cộng đồng người Hoa và người Việt hải ngoại. Nó cũng giữ vai trò một tôn giáo lớn ở Nhật Bản, Triều Tiên, Hàn Quốc...; là những quốc gia chịu ảnh hưởng của Văn hóa Hán quyển.

## Lịch sử của Phật giáo Trung Quốc
Sách Lý Hoặc Luận cuối thế kỷ thứ 2 chép:
| “ | Mâu Tử nói: Truyện kể Hiếu Minh Hoàng đế nằm mộng thần nhân, mình có ánh sáng mặt trời, bay qua trước điện, lòng vui hớn hở. Hôm sau, rộng hỏi quần thần, đấy là vị thần nào? Có Thông nhân là Phó Nghị đáp: "Thần nghe Thiên Trúc có nhà đạo giả, hiệu gọi là Phật, cất nhẹ có thể bay, mình có ánh sáng mặt trời, đó hẳn vị thần ấy." Do thế, vua hiểu ra, sai Trung lang Thái Am, Vũ Lâm Lang trung Tần Cảnh, Bác sỹ Đệ tử Vương Tuân... gồm 18 người, đến nước Đại Nguyệt Chi, chép lấy kinh Phật Tứ thập nhị chương, để ở gian thứ 14 tại nhà đá Lan Đài. Ngoài cửa Tây Ung thành Lạc Dương dựng chùa Phật, trên tường vẽ ngàn muôn xe ngựa nhiễu tháp ba vòng. Lại ở đài Thanh Lương của Nam cung và trên cửa thành Khai Dương, vẽ nghi tượng Phật. | ” |

Trong một thời gian dài, đây được xem là bằng chứng sớm nhất ghi nhận thời điểm Phật giáo du nhập vào Trung Quốc cũng như kinh văn đầu tiên được dịch. Theo truyền thống, bộ kinh Tứ thập nhị chương được dịch bởi hai nhà sư Nguyệt Chi, Kasyapa Matanga (迦葉摩騰) và Dharmaratna (竺法蘭), vào năm 67 sau Công nguyên. Do sự liên kết với thời điểm Phật giáo du nhập vào Trung Quốc, nên bộ kinh Tứ thập nhị chương có một địa vị rất quan trọng trong truyền thống Phật giáo ở Đông Á.
Tuy nhiên, các học giả hiện đại lại đặt câu hỏi nghi ngờ về niên đại và tính xác thực của câu chuyện. Đầu tiên, có bằng chứng cho thấy Phật giáo đã du nhập vào Trung Quốc trước năm 67 thời Hán Minh đế. Bản kinh cũng không thể có niên đại đáng tin cậy vào thế kỷ thứ nhất. Các học giả cho rằng, có thể là phiên bản mà chúng ta hiện có về cơ bản khác với phiên bản của văn bản được lưu hành vào thế kỷ thứ hai. Thực chất, kinh Tứ thập nhị chương được xem như một tuyển tập nhỏ những lời Phật thuyết, được tập hợp một thời gian sau những bản dịch bản ngữ đầu tiên được chứng thực, và thậm chí có thể đã được biên soạn ở Trung Á hoặc Trung Quốc.
Ngay từ khi mới du nhập, nhiều kinh điển Phật giáo Ấn Độ được dịch sang chữ Hán để thuận tiện cho việc truyền bá, các dịch giả đã sử dụng rất nhiều những khái niệm được xem là tương đồng từ các tôn giáo và trường phái triết học bản địa của Trung Quốc, đặc biệt là Nho giáo và Đạo giáo, cũng như tôn giáo dân gian Trung Hoa. Trong một thời gian dài, nhiều người nghĩ rằng, đạo Phật là một tông phái của đạo Lão (Lão Tử). Sự hiểu lầm này bắt nguồn từ quan điểm chung của hai tôn giáo này; cả hai đều hướng đến giải thoát. Có người cho rằng, mới đầu người Trung Quốc không hiểu đạo Phật vì ngôn ngữ chữ Hán thời đó không tiếp cận được với các khái niệm hoàn toàn trừu tượng của Phật giáo và khi dịch kinh sách Phật giáo, người ta đành dùng ngôn ngữ đạo Lão. Vì vậy về sau, khi đạo Phật đã phổ biến, công các dịch giả rất lớn và tên tuổi của họ còn lưu truyền đến ngày nay. Khoảng thế kỉ thứ 3, các nhà dịch kinh bắt đầu dịch từ Phạn ngữ ra tiếng Hán, mà những đại diện kiệt xuất là An Thế Cao (安世高), người chuyên dịch các kinh Sơ kỳ, và Chi Khiêm (支謙), người chuyên dịch các tác phẩm Đại thừa. Việc dịch một phần lớn kinh điển Phật giáo Ấn Độ sang chữ Hán và việc đưa những bản dịch này (cùng với các tác phẩm Đạo giáo và Nho giáo) vào kinh điển Phật giáo Trung Hoa có ý nghĩa sâu rộng đối với việc truyền bá Phật giáo khắp khu vực văn hóa Đông Á, bao gồm cả Triều Tiên, Nhật Bản và Việt Nam. 
Năm 355, Tăng-già được thành lập. Kể từ thế kỉ thứ 4, nhiều trường phái Bát-nhã-ba-la-mật-đa ra đời với Cao tăng Chi Độn (支遁; Chi Đạo Lâm) là nhân vật quan trọng nhất. Năm 399, Pháp Hiển đi Ấn Độ và sau đó một số cao tăng khác cũng lên đường đi Ấn Độ như Nghĩa Tịnh, và nổi bật là Huyền Trang. Khởi hành năm 629, Huyền Trang lên đường đi Ấn Độ và sau đó đã mang về một số lượng đồ sộ kinh thư từ Ấn Độ. Sau đó ông đã dành trọn phần đời còn lại để dịch những kinh thư này. Các bản dịch của ông có độ chính xác cao, trở thành bản dịch tiêu chuẩn, rất được ưa chuộng tại Trung Hoa, Nhật Bản và Triều Tiên (cũng như Việt Nam).
Trong thế kỉ thứ 5, thứ 6, Phật giáo phát triển mạnh mẽ và được sự ủng hộ của triều đình. Nhờ vậy trong thời gian này, nhiều chùa chiền được xây cất, nhiều tác phẩm ra đời. Vào năm 466 và 574-577 có hai lần Phật giáo bị bức hại nhưng vẫn phát triển mạnh. Trong thời kì này, hai vị có công lớn nhất trong việc dịch kinh điển là Cưu-ma-la-thập (鳩摩羅什, sa. kumārajīva) và Chân Đế (真諦, sa. paramārtha). Với trình độ văn chương rất cao, hai vị này đã làm cho hầu hết các kinh văn Phật giáo Sơ kỳ và Đại thừa đều có mặt tại Trung Quốc. Đóng vai trò quan trọng trong Phật giáo Trung Quốc là Nhập Lăng-già kinh (入楞伽經, sa. laṅkāvatārasūtra), Đại bát-niết-bàn kinh (zh. 大般涅槃經, sa. mahāparinirvāṇa-sūtra) và Thành thật luận (zh. 成實論, sa. satyasiddhi). Từ đó, các tông phái như Tam luận tông (zh. 三論宗), Thành thật tông (zh. 成實宗) và Niết-bàn tông (zh. 涅槃宗) ra đời.
Giữa thế kỉ thứ 6 và thứ 10, Phật giáo Trung Quốc phát triển rực rỡ. Các tông Hoa Nghiêm (zh. 華嚴), Thiên Thai (天台), Thiền (禪), Tịnh độ (淨土), Pháp tướng (法相) ra đời, trong đó người ta nhắc nhở đến các vị Cao tăng như Huyền Trang Tam tạng (玄奘), Trí Khải (智顗), Đỗ Thuận (杜順). Với sự hiện diện của Huệ Năng (慧能) và các môn đệ kế thừa, Thiền tông phất lên như một ngọn lửa sáng rực đời nhà Đường.
Với thời gian, giáo hội Phật giáo, nhờ không bị đánh thuế, đã trở thành một tiềm lực kinh tế và có những điểm mâu thuẫn với triều đình. Nhiều nông dân cúng dường đất cho nhà chùa rồi thuê lại đất đó để trốn thuế. Năm 845, Phật giáo bị bức hại, giáo hội bị triệt hạ, tăng ni bị buộc phải hoàn tục. Từ thời điểm đó đến nay, Phật giáo Trung Quốc chưa bao giờ trở lại được thời đại huy hoàng như trước, nhưng vẫn để lại những dấu ấn quan trọng trong nền văn hoá nước này.
Trong đời nhà Tống (thế kỉ 10-13), tín ngưỡng Phật giáo đã dần hòa nhập với Nho giáo và Đạo giáo, dần thành một nền văn hóa đồng nguyên. Về mặt tư tưởng, trong các tông phái Phật giáo chỉ còn Thiền và Tịnh độ là còn giữ được địa vị quan trọng. Dưới thời nhà Minh (thế kỉ 14-17), có một khuynh hướng hợp nhất giữa Thiền và Tịnh độ (Thiền Tịnh hợp nhất 禪淨合一) và gây được ảnh hưởng đáng kể. Nhân vật nổi bật thời này là Vân Thê Châu Hoằng. 

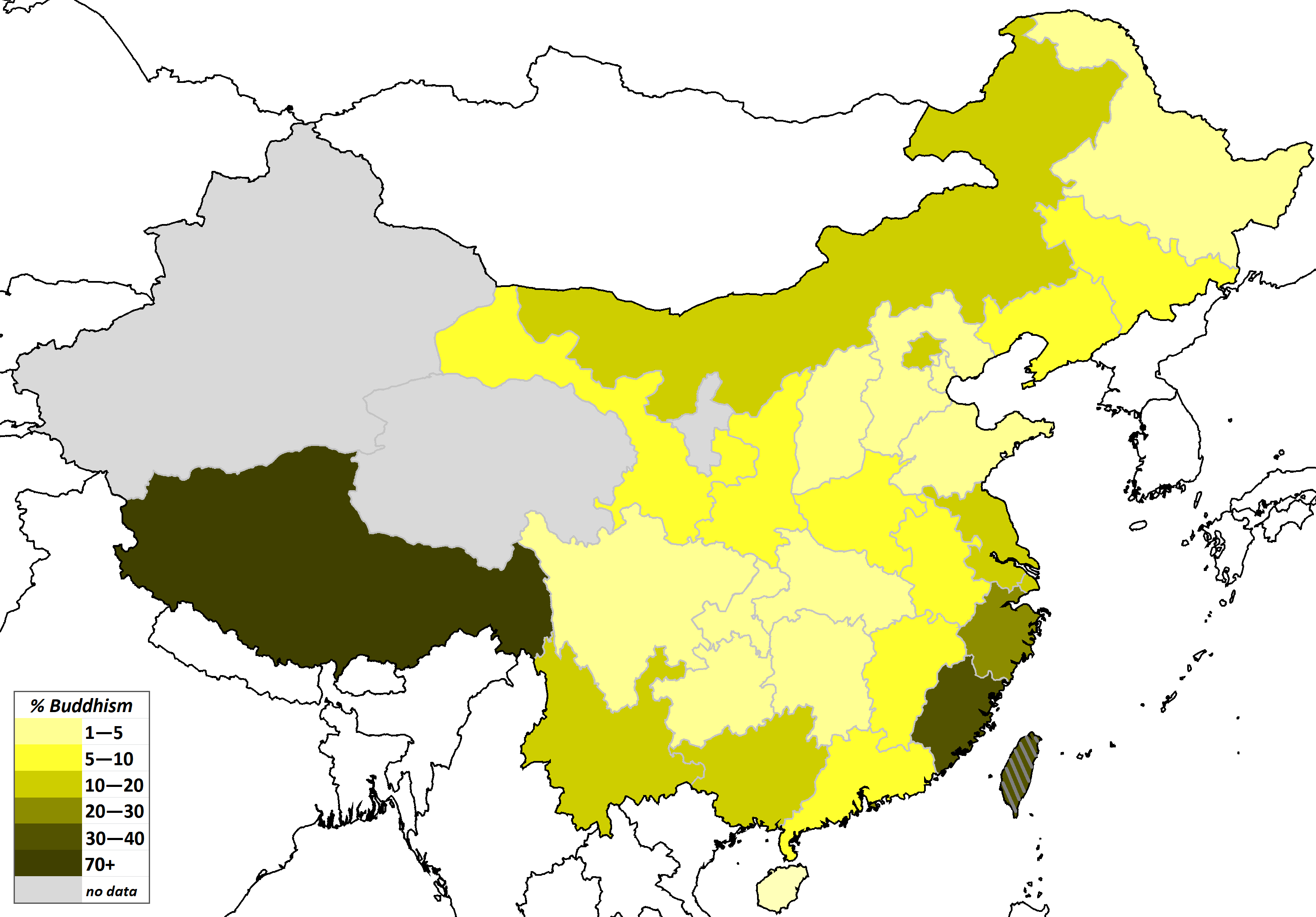
Phật giáo tại các vùng của Trung Quốc (2012)

Giữa thế kỉ thứ 17 và 20, Phật giáo Tây Tạng bắt đầu gây ảnh hưởng tại Trung Quốc. Qua thế kỉ 20, Phật giáo Trung Quốc lại bị bức hại, nhất là trong thời kì cách mạng văn hoá (1966-1976). Tuy nhiên sau đó lại được phục hồi lại.